# Stefan Konieczniak
Stefan Konieczniak pseud. Maciej, Lucjan, Marcin, Marynarz, Nakonieczny, Tomek (ur. 15 lipca 1892 w Karczmiskach, zm. 20 marca 1968 w Poznaniu) – działacz polskiego, rosyjskiego, francuskiego i hiszpańskiego ruchu komunistycznego, funkcjonariusz Czeki, Milicji Obywatelskiej i aparatu bezpieczeństwa PRL.

## Życiorys
W 1904 wyjechał do Kijowa, 1905–1908 był pomocnikiem kuchennym na statku pasażersko-handlowym, później górnikiem w kopalni węgla w Donbasie, a po powrocie do Kijowa został stolarzem. Związany z kółkiem marksistowskim, w 1911 na 3 miesiące uwięziony w związku z zabójstwem Piotra Stołypina, po zwolnieniu pracował w kijowskiej stoczni rzecznej. W sierpniu 1914 zmobilizowany do rosyjskiej armii, w grudniu 1914 ranny i wzięty do austriackiej niewoli. Po rewolucji lutowej 1917 zbiegł do Odessy, brał udział w rewolucji październikowej, a później w wojnie domowej w Rosji jako marynarz Floty Czarnomorskiej. Uczestnik walk przeciw wojskom atamana Petlury na Ukrainie i wojskom Kołczaka na zachodniej Syberii. Członek Rosyjskiej Komunistycznej Partii (bolszewików). Po zakończeniu wojny domowej I-IV 1921 był funkcjonariuszem Czeki w Winnicy, skończył kilkumiesięczny kurs Czeki w Charkowie. W grudniu 1921 wrócił do Polski i po przekroczeniu granicy został aresztowany i uwięziony w Równem, potem w Łucku i Lublinie. W 1923 zwolniony, wrócił do rodzinnej wsi, gdzie pozostawał pod stałym nadzorem policji, a wkrótce wyjechał do Francji, gdzie był górnikiem w kopalni węgla w Pas-de-Calais. Brał udział w pierwszej krajowej konferencji Polskich Grup Językowych FPK w maju 1924 w Paryżu, niedługo potem wydalony z Francji za udział w 1-majowej manifestacji, przez kilka miesięcy był w Belgii, po czym wrócił nielegalnie do Francji i pracował w fabryce sztucznego jedwabiu. Współzałożyciel Polskich Grup Językowych FPK i polskiego robotniczego stowarzyszenia kulturalno-oświatowego. Później znów pracował w kopalniach węgla kamiennego. Sekretarz Polskich Grup FPK w Clermont-Ferrand i Donau, od grudnia 1932 mieszkał w Paryżu, w 1933 został zawodowym funkcjonariuszem partyjnym i sekretarzem Polskich Grup FPK w południowej części Paryża. W 1934 skazany na 3 miesiące więzienia za udział w zorganizowaniu demonstracji bezrobotnych przed Polskim Konsulatem Generalnym w Paryżu. W grudniu 1936 udał się do Hiszpanii i walczył w wojnie domowej jako żołnierz Brygad Międzynarodowych. Dowódca kompanii ckm, zbrojmistrz i komisarz polityczny w stopniu porucznika, członek KPH. IX 1937 został ciężko ranny. VIII 1938 ewakuowany do Francji, VIII 1939 udał się do ZSRR i został stolarzem w moskiewskiej fabryce, a 1941–1943 w wojskowych zakładach lotniczych. W 1943 wstąpił do Związku Patriotów Polskich, a w 1944 do PPR. Nauczyciel w Domu Dziecka w Zagorsku, od grudnia 1944 administrator organizującej się polskiej ambasady w Moskwie. IV 1945 wrócił do kraju i został pracownikiem WUBP, potem Komendy Wojewódzkiej MO w Poznaniu. Członek egzekutywy Komitetu Zakładowego PPR/PZPR w poznańskim WUBP. Od 1959 na rencie dla zasłużonych, od 1960 kierował sekcją Dąbrowszczaków poznańskiego ZBoWiD, członek Komisji ds. Działaczy Ruchu Robotniczego. Był odznaczony m.in. Orderem Lenina (1967), Orderem Sztandaru Pracy II klasy i Krzyżem Komandorskim Orderu Odrodzenia Polski.
Pochowany na Cmentarzu Junikowo.